# Heinrich Arnold (Manager)
Heinrich Martin Arnold (* 28. März 1971 in Ingolstadt) ist ein deutscher Manager und war bis zum 1. Februar 2019 CEO der Detecon International. Vorher war er Leiter der Telekom Innovation Laboratories (T-Labs), des Forschungs- und Entwicklungszentrums der Deutschen Telekom AG mit Standorten in Deutschland, USA und Israel.  Seit dem September 2016 ist Arnold Chief Executive Detecon Digital mit dem Auftrag, das externe Digitalgeschäft der Telekom über die Detecon auszubauen, den Beratungsarm der Deutschen Telekom.

## Werdegang

### Ausbildung
Nach dem Abitur am Willibald-Gymnasium nahm Heinrich Arnold im Jahr 1991 ein Studium der Technischen Physik an der Technischen Universität München auf und schloss dieses im Jahr 1994 ab.
Im Anschluss wechselte er an die Stanford University und absolvierte seinen Master of Science in Engineering im Jahre 1995. Von 1999 bis 2001 absolvierte Heinrich Arnold einen zweiten Master in Business Research an der Technischen Universität München und dem Massachusetts Institute of Technology, Sloan School of Management als Jahrgangsbester. Zeitgleich promovierte Arnold an der Technischen Universität München in Wirtschaft und Management. Forschungsthema seiner Dissertation war „Technology shocks - origins, managerial responses, and firm performance in the manufacturing industry“.

### Karriere

#### Mercer Management Consulting (1995 – 2003)
Nach seinem Abschluss an der Stanford University stieg Arnold als Senior Associate bei der Unternehmensberatung Mercer Management Consulting (jetzt: Oliver Wyman) ein. Dabei war unter anderem für Telekommunikations-, Industrie- und Logistikkunden-Projekte in den Bereichen Innovation Management, Operational Efficiency, Market Entry sowie Carve-Outs und Privatisierungen tätig.

#### Medigen (1999 – 2000)
Während eines Sabbaticals von Mercer Management Consulting zwischen 1999 und 2000 gehörte Arnold zu den Gründungsmitgliedern von Medigen, welches nun ein börsennotiertes Unternehmen mit Sitz in Taipeh ist und sich auf biopharmazeutische Medikamente spezialisiert.

#### Bicoll Group (2000–2004)
Im Jahre 2000 war Arnold Mitbegründer des Biotech-Unternehmens Bicoll Group mit Sitz in Shanghai und München. Das Unternehmen ist spezialisiert auf die Entwicklung neuer Arzneimittel basierend auf natürlichen und chemischen Zusatzstoffen. Als Anteilseigner und Head of Affairs war er zuständig für Investorenbeziehungen, Business Development, Finanzen und Produktentwicklung.

#### Deutsche Telekom (2004 – 2019)
Heinrich Arnold gehörte im Jahre 2004 zum Gründungsteam des Telekom Innovation Center (Umbenennung in die heutigen Telekom Innovation Laboratories im Jahre 2005). Zu seinen Aufgaben als Vice President Innovation Development gehörten von 2004 bis 2010 die Sichtung langfristiger Technologie- und Markttrends in der Forschung mit Fokus auf Exploration, Technology Scouting und kundenzentrierte Innovation. Im Jahre 2008 war er beteiligt an der Expansion der Telekom Innovation Laboratories nach Los Altos und Israel. Heinrich Arnold verantwortete die anwendungsorientierten F&E-Aktivitäten innerhalb der Telekom  Laboratories. Sein Fokus lag auf der Entwicklung von Vor-Produkten und Systemkomponenten und war damit unter anderem verantwortlich für eine Payment Lösung namens mWallet sowie einem Cloud Marktplatz. Daneben gehörten auch Produkte im Bereich Radio Access Network und Rechenzentrums-Virtualisierung zu seinen Aktivitäten.
Im Jahre 2010 leitete Arnold die Neuausrichtung der Telekom Laboratories auf stärker anwendungs- und umsetzungsorientierte Themen. Im Zuge dieser Neuausrichtung übernahm er die Leitung der Telekom Innovation Laboratories. In diesem Zeitraum wurden unter anderem die Grundlagen für drei neue Business Units im Bereich Cloud Computing, Connected Home sowie Mobile Payment für und innerhalb der Telekom gelegt. Darüber hinaus wurden weitere Fokusfelder mit den Themen Gesundheit, Energie, M2M und Medien etabliert. Im Rahmen der F&E-Aktivitäten sind die Telekom Innovation Laboratories auch im Besitz von zahlreichen Patenten speziell im Bereich Telekommunikation.
Des Weiteren war Heinrich Arnold unter anderem auch verantwortlich für Cross-industrielle Projekte für die digitale Industrie, wie zum Beispiel im Jahre 2012 im Hamburger Hafen gemeinschaftlich mit industriellen Partnern wie SAP, Adidas, Claas, Osram, Siemens, Kuka und Trumpf.
Heinrich Arnold war insgesamt maßgeblich beteiligt an 20 Geschäftsneugründungen (Spin-offs), die sich aus den Projekten der Telekom Innovation Laboratories ergeben hatten. Dazu gehören unter anderem Trust2Core, SureNow, Litedesk, Motionlogic, Benocs, Soundcall, Zimory, Bitplaces, Schaltzeit sowie der digitale cloudbasierte Telekommunikationsservice immmr (2016).

### Gremien und Konsortien
Heinrich Arnold vertritt die Deutsche Telekom in zahlreichen Gremien und Konsortien auf nationaler und internationaler Ebene. Hierzu gehören unter anderem:
- Plattform Industrie 4.0 (Mitbegründer und Board Member)[18]
- Berliner Kreis zur Digitalisierung des regierenden Bürgermeisters von Berlin und des Präsidenten der TU Berlin (Mitglied, seit 2015)[19]
- Technologiestiftung Berlin (Chairman)[20]
- Meda.net.berlinbrandenburg (Aufsichtsratsmitglied)[21]
- European institute of Technology (Executive Board steering member)[22]
- Münchener Kreis (Stellvertretender Vorstandsvorsitzender)[23]
- Connected Living e.V. (Vorstand)[24]
- Fraunhofer FOKUS Institute (Kurator)[25]
- Max Planck Institute for Innovation and IPR (Kurator)[26]
- Digitalisierungsbeirat Nordrhein-Westfalen und Bayern (Member)
- Nationaler IT-Gipfel (Delegierter)[27]
- University of Illinois at Urbana-Champaign (Innovation Leadership Advisory Board, seit 2004)[28]
- Boston Consulting Group „pulse“ (Leadership Circle, Oktober 2015)
- Center for Digital Technology and Management at LMU und TU München (Mitglied)[29]
- German Turkish Advanced Research Center (Co-Chairman)[30]
- Labs Network Industrie 4.0 (Member of the Board)[31]
- Universität Bonn (Mitglied des Verwaltungsrates)[32]
- Feldafinger Kreis (einer von insgesamt sechs Delegierten aus DAX-Unternehmen, seit 2006)[33]
- Telekom Innovation Laboratories an der Ben-Gurion-Universität im Negev in Beʾer Scheva (Chairman, seit 2011)

### Auszeichnungen
Zu den Auszeichnungen von Heinrich Arnold zählen:
- Wirtschaftswoche Top 100 – Welche Menschen die deutsche Internetwirtschaft bewegen[34]
- BMW Stiftung H Quandt, Young European Leader 2008 und Young Global Leader 2010, 2012, 2014, 2016[35]

## Privatleben
Heinrich Arnold ist verheiratet, hat zwei Söhne und lebt mit seiner Familie in Berlin.